# Amphoe Nong Mamong
Nong Mamong (หนองมะโมง) est un district (amphoe) situé dans la province de Chainat, au centre de la Thaïlande.
Le district est divisé en 4 tambon et 42 muban. Il comprenait près de 20 000 habitants en 2008.